# Cataforio
Cataforìo (Catachorìo in greco-calabro) è uno dei tre quartieri che, insieme a Cannavò e Mosorrofa, costituiscono il territorio della XII circoscrizione del comune di Reggio Calabria.
Sorge lungo il fianco del Torrente Sant'Agata, a 261 metri s.l.m., ai piedi della rupe ove si ergeva l'insediamento fortificato di Motta Sant'Agata a circa 400 metri s.l.m.

## Origini del nome
Cataforìo deriva dal greco Catachorìo (forma ortografica antica), formato dal prefisso сatà (in greco κατά, in basso, di sotto) + chorìo: il toponimo chorìo, molto diffuso nell'area grecanica calabrese, proviene dal greco antico χωρίον (chorìon), villaggio, che ha in età successiva perso la consonante finale: in Grecia l'accento si è successivamente spostato sulla vocale finale (χωριό, choriò), mentre tale passaggio non è generalmente avvenuto nei più conservativi dialetti greci di Calabria e Puglia. In tutta l'area grecanica, i vari Chorio assumono il carattere di piccole frazioni associate ad una località madre: Chorio di Roccaforte, Chorio di Roghudi, Chorio di San Lorenzo. Cataforìo indica dunque l'abitato sottostante rispetto a quello originario di Motta Sant'Agata, i resti della quale si trovano sul suo territorio nella località detta oggi significativamente "Suso".

## Storia
Sino al terribile terremoto del 1783, che devastò l'area dello Stretto di Messina, Cataforio costituiva uno dei sobborghi di Motta Sant'Agata, anche noto come Annunziata dal nome dell'antica e ricca abbazia di Santa Maria Assunta, riedificata sulle rovine di un precedente monastero dedicato a sant'Eustrizio. Vi risiedevano monaci basiliani di rito greco, come risulta fra l'altro dalle visite pastorali degli arcivescovi reggini negli anni 1457, 1571, 1595 e 1682: Sant'Agata ricadeva infatti nella zona greca della diocesi insieme a Motta San Giovanni, San Lorenzo, Montebello e Pentedattilo. In particolare, nella visita effettuata il 6 agosto 1595 l’arcivescovo Annibale d'Afflitto riferisce che la ricca rendita annua dei beni del monastero ammontava a circa seicento ducati ed era a quel tempo goduta dal suo abate commendatario Paolo Emilio Sfondrati, creato cardinale nel 1590 dal pontefice Gregorio XIV, suo zio. Le strutture del monastero risultavano in parte dirute e bisognose di riparazioni, ma la chiesa custodiva diversi dipinti, paramenti sacri, i libri dell'abbazia e numerosi testi liturgici manoscritti miniati e a stampa, tra i quali un messale greco e un messale romano. Dal terremoto si salvò la piccola chiesa, che dopo l'allontanamento dei monaci rimase comunque oggetto di culto sino al nuovo terribile terremoto del 1908; un dipinto su tela cinquecentesco, raffigurante la Madonna col Bambino tra i santi Giovanni Battista e Basilio, fu trasferito nella chiesa di S. Giuseppe di Cataforio. L'epiteto Trapezzomata, ancora oggi utilizzato per la contrada dove restano significative strutture murarie del monastero, indica in greco gli "apparecchiamenti" (τραπεζώμετα), cioè la preparazione e distribuzione di abbondante cibo, con verosimile riferimento alla festa dell'Assunta del 15 agosto, tra le più rilevanti nel rito greco.
Nel 1932 cessò di essere comune autonomo per venire aggregato al comune di Reggio Calabria.

### Simboli
Lo stemma del comune di Cataforio era stato riconosciuto con decreto ministeriale del 13 settembre 1893.